# حجاج
حجاج یک روستا در ایران است که در دهستان خوارتوران واقع شده‌است.
این روستا شرقی ترین نقطه استان سمنان از لحاظ مختصات جغرافیایی و مسکونی بودن است. حجاج ۱۲۶ نفر جمعیت دارد.